# John Brown (teolog)

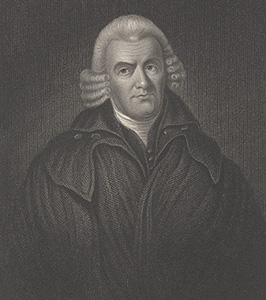
Portret Johna Browna

John Brown (ur. 1722; zm. 19 czerwca 1787) – szkocki teolog, autor jednej z najbardziej popularnej wersji Biblii w XIX wieku, The Self-Interpreting Bible. 
Urodził się w Carpow w Szkocji, był synem tkacza i rybaka rzecznego. Gdy miał około dwunastu lat jego rodzice zmarli i utrzymywał się z pracy jako pasterz. 
Sam uczył się języka greckiego, łacińskiego i hebrajskiego przez porównywanie tekstów i skryptów. W 1738, po usłyszeniu, że grecki Nowy Testament był dostępny w księgarni, opuścił swoją pracę udał się do oddalonego o 24 km St Andrews by kupić jedną z kopii. Tam poznał Francisa Pringle. Studiując Biblię jego wnioski były wystarczająco kontrowersyjne by wzbudzić zaniepokojenie wśród miejscowego kleru. Przez kilka lat pracował jako domokrążca i nauczyciel. Był przeciwnikiem Jakobitów i jako ochotnik wraz z przyjacielem wystąpił w tłumieniu II powstania jakobickiego. 
W dniu 4 lipca 1751 roku otrzymał święcenia kapłańskie. Do 1753 roku zajmował stanowisko jako Moderator Zgromadzenia. W 1758 roku wyszła jego pierwsza praca A Help for the Ignorant. Dwadzieścia lat później, w 1778 roku, wydana została jego najbardziej znana praca Własna Interpretacja Biblii.
Brown zmarł w swoim domu w Haddington w dniu 19 czerwca 1787 roku. Miał sześciu synów z dwóch małżeństw, z których czterech zostało duchownymi, a inny dziekanem kapituły w Haddington. 

## Publikacje
- 1758 A Help for the Ignorant
- 1765 The Christian Journal
- 1766 An Historical Account of the Rise and Progress of the Secession
- 1767 Letter on the Constitution, Government, and Discipline of the Christian Church
- 1768 Sacred Typology
- 1769 A Dictionary of the Bible
- 1771 A General History of the Christian Church
- 1778 The Self-interpreting Bible
- 1780 The Duty of Raising up Spiritual Children to Christ
- 1782 The Young Christian
- 1783 Practical Piety exemplified in the Lives of Thirteen Eminent Christians
- 1784 A Compendious History of the British Churches